# Johan Michiel Dautzenberg
Pour les articles homonymes, voir Dautzenberg.
Johan Michiel Dautzenberg, né le 6 décembre 1808 à Heerlen au Limbourg (Pays-Bas) et mort le 4 février 1869 à Ixelles (Belgique), est un écrivain néerlandophone qui a été successivement secrétaire, employé de bureau, enseignant, professeur privé et comptable.

## La vie et l'œuvre

### 1808-1850

#### Enfance, études et années à Gand
On l'avait destiné au clergé. Il reçut sa formation initiale du prêtre du village ; il incomba au chapelain Mieris de lui apprendre le latin.  Cependant, Dautzenberg devint secrétaire du comte de Belderbosch.  C'est lui qu'il accompagna à Paris en 1826.  Toutefois, déjà après quelques mois, la mort de sa mère le ramena à son village où, après avoir travaillé comme clerc de notaire et récepteur, il devint écrivain, pour gagner sa vie plus tard comme professeur auxiliaire.  Dans cette fonction, il passa sa carrière successivement à Maastricht, à Mons et à Tournai pour devenir, peu avant 1830 et grâce à l'appui du comte François Dumonceau (adjudant du Prince d’Orange), professeur de français à une école à Gand.  Ce fut dans cette ville qu'il commença à entretenir des relations d'amitié sincère avec Prudens van Duyse, Judocus Jan Steyaert (un directeur d'école) et Johannes van Dam Thz. (un enseignant à la maison de correction).  Ce furent là des rencontres qui exercèrent une influence considérable sur son développement littéraire.  Toutefois, il ne demeura pas longtemps à Gand.

#### Les enfants de Dumonceau et la Société de commerce
En 1830, Dautzenberg devint le professeur des trois filles et deux fils du comte Dumonceau qui, lui, s’était marié avec Thérèse d'Aubrenie à Bruxelles en 1819.  Après la révolution belge de 1830, on le vit accompagner les enfants de ce général à un domaine près de Vilvorde, où il sera leur précepteur durant neuf ans.  Cependant, dès qu’il pouvait, Dautzenberg se mit à pratiquer la poésie, d’abord en français et en allemand, mais plus tard uniquement en néerlandais.  Chez les Dumonceau, il rencontra la fille du juge de paix de Vilvorde, Mélanie Maillart, avec qui il se maria le 18 octobre 1838.  Il quitta son poste de professeur à domicile en 1839 pour s’installer à Chatelineau comme comptable de la ferronnerie et des houillères de la Société de commerce de Bruxelles, pour le compte de la Société générale de Belgique.  Il y vécut jusqu'en 1841.  Après avoir été nommé comptable de la Société de commerce, il vint habiter chez ses beaux-parents à Vilvorde.  Quotidiennement, il fit l'aller-retour entre sa demeure et la capitale ; mais avec le temps, il alla habiter plus près de son travail, à Ixelles.  Chargé depuis 1850 de la supervision des mines de charbon et des hauts fourneaux de cette société, Dautzenberg trouva encore le temps de s'adonner à la littérature malgré ses nombreuses occupations.
Il eut deux filles, Émilie, qui se maria avec le poète flamand Frans de Cort, et Adèle qui épousa Louis Piré, professeur à l'Athénée royal de Bruxelles, ainsi qu'un fils, Philippe, qui devint un des directeurs de la tapisserie d'art Braquenié à Paris et fut également un éminent conchyliologiste.

#### Poèmes et essais
Bien que Dautzenberg eût envisagé, déjà vers 1843, de réunir en un recueil ses poèmes et de les publier, des difficultés matérielles le forcèrent à attendre jusqu’au mois de septembre 1850. Son premier recueil de poèmes parut alors sous le titre Gedichten chez Charles Muquart à Bruxelles.  Il paraît que Dautzenberg fut très content de l'opuscule par lequel il avait introduit une voix nouvelle dans la littérature flamande.  Il appréciait surtout l’opinion favorable de Nicolaas Beets.  Voulant réagir contre la « monotonie des ïambes et trochées », dans sa poésie, Dautzenberg se révèle être un partisan résolu de la métrique ancienne.
Il développe ses théories dans un essai Beknopte Prosodia der Nederduitsche Taal, publié, pour la première fois, dans Taalverbond en 1850, puis séparément à Anvers chez H. Peeters en 1851.  Les opinions qu'il défend sont empruntées, presque mot pour mot, au Deutsche Schulgrammatik, chapitre Verslehre, du Dr Johann Christian August Heyse (de).  Cette théorie, défendue par Dautzenberg avec chaleur et talent, exerça une influence considérable sur la façon de voir les choses, et Prudens van Duyse voulut l'éclaircir, à son tour, dans un traité Verhandeling over den Nederlandschen Versbouw, publié à La Haye en 1854, pour lequel il lui sera décerné un prix par l'Institut néerlandais.  Dautzenberg était ardemment en faveur du maintien, voire de la réintroduction, de toutes sortes d’archaïsmes en néerlandais.  À maintes reprises, il plaida pour l'utilisation du vieux mot « du » (vous), ainsi que pour le respect le plus strict de toutes les déclinaisons des flexions et contre le remplacement des déclinaisons des cas datifs et génitifs par une description faisant usage de prépositions telles que « aan » (à), « van » (de), etc.  Cette attitude, attribuable à une nature conservatrice – ce que le poète admit de lui-même –, était également due aux caractéristiques, toujours présentes, de son propre patois limbourgeois et à ses intuitions linguistiques en néerlandais, influencées par la langue allemande.

### 1850-1869
Beaucoup de poèmes, de chansons, de littérature et d'études suivirent, dont une ode aux mineurs.  En 1857, en collaboration avec Prudens van Duyse, Jacob Frans Johan Heremans et d'autres, il fonda la revue illustrée pour enseignants De Toekomst (L’Avenir), dans laquelle plusieurs de ses essais furent publiés.
À la maison, il mena une vie humble et heureuse.  Toutefois, vers 1860, il fut atteint d’une bronchite chronique et d’essoufflement, ce qui lui rendit très difficile le travail quotidien.
L'année de sa mort, son beau-fils Frans de Cort publia des poèmes originaux, non intégrés dans le recueil de 1850, dans un nouveau recueil Verspreide en nagelaten Gedichten (poèmes divers et posthumes), dans l’introduction duquel l'éditeur annonça qu'il voulait publier une série de traductions par Dautzenberg, dont une cinquantaine des Odes d'Horace.  Cet ouvrage ne vit jamais le jour.  Les traductions des Odes ont longtemps été considérées comme perdues et ce ne fut qu'en 1910, après que la petite-fille de Dautzenberg, Madame Wildeman-De Cort, les eut retrouvées, qu'elles furent publiées sous le titre Horatius' Oden, metrisch vertaald door J.M. Dautzenberg met inleiding van Dr. M. Sabbe (Les Odes d’Horace, traduction métrique par J.M. Dautzenberg, introduite par le Dr M. Sabbe), publiée chez la veuve Monnom à Bruxelles en 1923.
Ultérieurement, on publia encore soixante-dix lettres de la collection du musée Plantin-Moretus à Anvers.

## Quelques ouvrages de moindre importance
- Het Volksleesboek (Le livre de littérature populaire, 1844)
- Verhalen uit de Geschiedenis van België (Contes de l’Histoire de la Belgique, 1850), publié par Dautzenberg en collaboration avec Prudens van Duyse)
- Wilkomsgruss dem Deutsch-Vlämischen Sängerbund - Welkomgroet den Duitsch-Vlaemschen Zangverbonde (Souhait de bienvenue de la Société de chant allemande et flamande, Gand, 1847)
- Verslag over den Vlaemschen prijskamp, door 's lands bestuer uitgeschreven, bij gelegenheid der vijf en twintigjarige Jubelfeesten, toegewijd aan Z.M. Leopold I (Rapport sur le concours flamand, organisé par l’administration de la nation, à l’occasion du jubilé des 25 ans, dédié à S.M. Léopold I, 1856)
- Brugsche Beyaertgroet (1862)
- Strijdige richtingen sedert drie, vier eeuwen der Hoog en Nederduitsche taelleeraren (Orientations différentes, depuis trois ou quatre siècles, des professeurs de langues haut-allemande et bas-allemande, 1862)

## Notoriété
Bien que Dautzenberg soit originaire de la province néerlandaise de Limbourg, August Vermeylen l'a considéré comme « le premier homme de lettres entièrement conscient en Flandre » (« de eerste volkomen-bewuste letterkundige in Vlaanderen »).
À part des poèmes sur la nature, il écrivait des chansons, des romans et des poèmes inspirés du mouvement flamand.  Par l'étude Beknopte prosodia der Nederduitsche taal (Brève prosodie de la langue néerlandaise), il a essayé de convaincre ses collègues poètes de revenir à la métrique classique de la poésie.  En outre, ses œuvres ont subi l'influence de la littérature allemande ; il a d’ailleurs traduit le poème Loverkens de Hoffmann von Fallersleben.  Si, dans certains de ces poèmes, il avait employé un langage médiéval, plus tard, il a trouvé son inspiration plutôt dans l'antiquité classique ; de plus, il a écrit des strophes saphiques et des hexamètres qu'il examine dans son essai sur la prosodie du néerlandais.  En raison de sa métrique inhabituelle pour l'époque, il a exercé une certaine influence sur bien d'autres poètes flamands.  Sa poésie est considérée comme douce et naïve, parfois comme sentimentale, parfois comme mélancolique, mais jamais comme heureuse.
C.C.A. Dernier a fait son portrait lithographié.
Une rue à Ixelles porte son nom.

## Sources
- (nl) FREDERIKS, Johannes Godefridus, et Frans Josef Peter VAN DEN BRANDEN.  « Dautzenberg (Johan Michael) », Biographisch woordenboek der Noord- en Zuidnederlandsche letterkunde, 1888-1891, p. 190.
- (nl) SABBE.  « Dautzenberg (Johan Michiel) », Nieuw Nederlandsch biografisch woordenboek. Deel 7 (réd. Philipp Christiaan MOLHUYSEN et Petrus Johannes BLOK), 1927, p. 360-362.
- (nl) TER LAAN, Kornelis.  « Dautzenberg, J.M. », Letterkundig woordenboek voor Noord en Zuid, 1941, p. 111.
- (nl) VAN BORK, Gerrit Jan. « Dautzenberg, Johan Michiel », Schrijvers en dichters, [En ligne], 2003-..., [www.dbnl.nl].
- (nl) VERCAMMEN, J.  « Dautzenberg, Johan Michael », De Nederlandse en Vlaamse auteurs (réd. Gerrit Jan VAN BORK et Peter Jozias VERKRUIJSSE), 1985, p. 160-161.

Toutes ces sources sont accessibles par Internet, dans la Bibliothèque numérique des Lettres néerlandaises.